# Gilton Ribeiro
Gilton Ribeiro (sinh ngày 25 tháng 3 năm 1989) là một cầu thủ bóng đá người Brasil.

## Sự nghiệp câu lạc bộ
Gilton Ribeiro đã từng chơi cho Cerezo Osaka, Albirex Niigata, Kashima Antlers và Ventforet Kofu.